# Slumerican Records
Slumerican Records è una casa discografica fondata nel 2012 dalla rapper Yelawolf.
Il suo roster include DJ Paul dei Three 6 Mafia, Bubba Sparxxx e Rittz. Il marchio si occupa anche di merchandising, con un flagship store attualmente operativo a Nashville, nel Tennessee.